# Sapé
Sapé este un oraș în Paraíba (PB), Brazilia.